# Kongora
Kongora je naseljeno mjesto u općini Tomislavgrad, Federacija Bosne i Hercegovine, BiH.

## Povijest
Na popisu 1991. godine u sastav naseljenog mjesta Kongora ušla su bivša naseljena mjesta Selište i Trebiševo, koja su ostala bez stanovnika.

## Stanovništvo

### Popisi 1971. – 1991.
| Kongora            |              |              |              |
| godina popisa      | 1991.        | 1981.        | 1971.        |
| Hrvati             | 855 (98,72%) | 764 (98,32%) | 841 (97,45%) |
| Srbi               | 6 (0,69%)    | 7 (0,90%)    | 22 (2,54%)   |
| Muslimani          | 0            | 0            | 0            |
| Jugoslaveni        | 0            | 4 (0,51%)    | 0            |
| ostali i nepoznato | 5 (0,57%)    | 2 (0,25%)    | 0            |
| ukupno             | 866          | 777          | 863          |

### Popis 2013.
| Kongora            |              |
| godina popisa      | 2013.        |
| Hrvati             | 861 (99,88%) |
| Srbi               | 0            |
| Bošnjaci           | 0            |
| ostali i nepoznato | 1 (0,12%)    |
| ukupno             | 862          |

## Šport
- NK Kongora 925

## Vanjske poveznice
- Geodetski radovi i njihov značaj u geoistraživanjima ležišta lignita Kongora, Dalibor Marinčić